# Monopelopia
Monopelopia (лат.) — род комаров-звонцов из подсемейства Tanypodinae.

## Описание
Мелкие комары длиной тела 1,5-1,7 мм. Голова коричневая. Глаза голые. Среднеспинка жёлтая или коричневая с отчётливыми тёмно-жёлтыми или оранжевыми полосами. Мембрана крыла коричневатая, покрыта многочисленными микротрихиями. Ноги бледно-коричневые или беловатые. Лапки средних и задних ног с длинными волосками. Пульвиллы (парные присоски на лапках) отсутствуют. Личинки длиной до 6 мм. Тело бледно-зеленое или желтоватые или желтовато-зелёные с жёлтой головой.

## Экология
Личинки Monopelopia tenuicalcar, Monopelopia paranaense и Monopelopia minuta развиваются в очень мелких болотистых водоёмах c высокой кислотностью, питаются спорами грибов и детритом. Личинки южноамериканских видов обитают в фитотельматах бромелий. В Индии личинки обнаружены в водоёмах образованных в стволах кедра гималайского. В Новой Зеландии личинки неописанного вида Monopelopia найдены в водоёмах в дуплах нотофагуса бурого.

## Классификация
Включает десять видов:
- Monopelopia caraguata Mendes, Marcondes & De Pinho, 2003
- Monopelopia divergens (Johannsen, 1931)
- Monopelopia boliekae Beck & Beck, 1966
- Monopelopia tillandsia Beck & Beck, 1966
- Monopelopia mikeschwartzi Epler, 1999
- Monopelopia minuta Serpa-Filho & Oliveira, 1997
- Monopelopia mongpuense Paul, Hazra & Mazumdar, 2014
- Monopelopia paranaense Oliveira, Mendes & Silva, 2010
- Monopelopia pavida Harrison, 1978
- Monopelopia tenuicalcar (Kieffer, 1918)

## Распространение
Представители рода встречаются в Неарктике, Неотропике, Палеарктике, Афротропике, Ориентальной области и Новой Зеландии.